# Adora Cheung
Adora Cheung é uma desenvolvedora de software norte-americana. Ela foi a co-fundadora e CEO da empresa de limpeza de casas Homejoy. Após o encerramento da Homejoy, Cheung começou a trabalhar exclusivamente para a Y Combinator como parceira.